# 1970 v letectví
Tento článek obsahuje seznam událostí souvisejících s letectvím, které proběhly roku 1970.

## Události

### Leden
- 31. ledna – ve věku 61 let umírá Michail Mil

### Únor
- 17.–18. února – bombardéry B-52 Stratofortress USAF útočí na Laos

### Březen
- 18. března – ve věku 89 let umírá Louis Béchereau, francouzský letecký konstruktér, který působil u firmy SPAD

### Květen
- 26. května – Tupolev Tu-144 překonává dvojnásobnou rychlost zvuku ve vodorovném letu jako první komerční letadlo.

### Září
- 3. září – Air France objednává první letouny Airbus A300

### Prosinec
- 15. prosince – ve věku 65 let umírá Arťom Mikojan

## První lety

### Leden
- 17. ledna – Suchoj T-6-2IG (prototyp letounu Suchoj Su-24)

### Únor
- 19. února – Canadair CL-84, CX8401

### Březen
- Martin-Marietta X-24

### Květen
- 28. května – Boeing Vertol Model 347
- 28. května – Meridionali/Agusta EMA 124

### Červenec
- 16. července – Aérospatiale SN 600 Corvette[1]
- 18. července – Alenia G.222

### Srpen
- 20. srpna – Sikorsky S-67 Blackhawk
- 29. srpna – McDonnell Douglas DC-10

### Září
- 1. září – Dassault Falcon 10

### Listopad
- 12. listopadu – Nihon XC-1
- 14. listopadu – Aerosport Rail, N43344
- 16. listopadu – Lockheed L-1011

### Prosinec
- 21. prosince – Grumman YF-14A